# Первоцвет (фильм)
«Первоцвет» — советский художественный фильм, снятый в 1986 году режиссёром Виктором Жилко на киностудии имени А. Довженко по мотивам рассказа Любви Елисеевой «Далёкое».
Премьера фильма состоялась 9 февраля 1987 года.

## Сюжет
Девочка Леля живёт в тяжёлых условиях с матерью, отчимом и младшими братом и сестрой. После смерти своей бабушки, Леля пытается помочь матери, работая у немки. Подвергаясь издевательствам от отчима, она находится на грани самоубийства, но спасается от смерти.

## В ролях
- Саша Руденко — Леля большая
- Катя Рябошлык — Леля маленькая
- Наталья Шостак — мать
- Андрей Болтнев — отчим
- Александр Пороховщиков — скульптор
- Стефания Станюта — бабушка
- Владимир Кашпур — сторож в церкви
- Илья Иванов — фининспектор
- Ирина Терещенко — учительница
- Хелга Данцберга — немка
- Юрис Стренга — муж немки
- Вова Жилко — Ростик

## Съёмочная группа
- Режиссёр: Виктор Жилко
- Сценарист: Валерия Врублевская
- Оператор: Богдан Вержбицкий
- Художник: Лариса Жилко
- Звукорежиссёр: Людмила Любенская
- Композитор: Георгий Дмитриев